# Bad to Me
"Bad to Me" es una canción acreditada a Lennon/McCartney, que Lennon escribió para Billy J. Kramer And The Dakotas mientras estaba de vacaciones en España. Ellos realizaron la canción en 1963 y se hizo su #1 en el Top Británico. Paul McCartney estuvo presente durante la sesión de grabación en los Estudios de Abbey Road. La canción sería lanzada en los EE. UU. el año siguiente y logró entrar en los diez primeros de EU, alcanzando el número 9. Esta es la primera versión de Lennon/McCartney que entra en el US Top 40 que es grabada para otro artista que The Beatles. Lennon grabó un demo, que fue registrada el 31 de mayo de 1963. Este demo fue recientemente publicado de forma oficial en el álbum The Beatles Bootleg Recordings 1963, junto con otro demo de Lennon, la canción I'm In Love.
Graham Parker grabó una versión de la canción para el álbum del 2003 The Lost Songs of Lennon & McCartney. Las nuevas diecisiete canciones de Lennon/McCartney fueron interpretadas originalmente por otros artistas.
- Datos: Q2509464